# Luciano De Genova
Luciano De Genova di Pettinengo (Genova, 19 maggio 1931 – Bogliasco, 10 novembre 2019) è stato un sollevatore italiano.

## Biografia
Si avvicinò al sollevamento pesi nel dopoguerra, iniziando la carriera agonistica a 17 anni, nel 1948. Gareggiava nella classe di peso dei 67,5 kg (pesi leggeri).
Nel 1955 vinse l'argento agli Europei di Monaco di Baviera.
A 25 anni partecipò ai Giochi olimpici di Melbourne 1956, nei 67,5 kg, terminando 16º con 330 kg totali alzati, 107,5 nella distensione lenta, 100 nello strappo e 122,5 nello slancio. Nello stesso anno vinse un bronzo agli Europei di Helsinki.
Nel 1958 conquistò un argento ai Mondiali di Stoccolma, dove ha chiuso dietro soltanto al sovietico Viktor Bušuev, e un altro argento europeo, sempre a Stoccolma.
Due anni dopo, a 29 anni, prese parte di nuovo alle Olimpiadi, quelle di Roma 1960, sempre nei 67,5 kg, arrivando 13º con 352,5 kg alzati, 110 nella distensione lenta, 107,5 nello strappo e 135 nello slancio.
Concluse la carriera agonistica nel 1965, a 34 anni.

## Palmarès

### Campionati mondiali
- 1 medaglia:
  - 1 argento (67,5 kg a Stoccolma 1958)

### Campionati europei
- 3 medaglie:
  - 2 argenti (67,5 kg a Monaco di Baviera 1955, 67,5 kg a Stoccolma 1958)
  - 1 bronzo (67,5 kg a Helsinki 1956)